# Úrvalsdeild Karla 1935
La Úrvalsdeild Karla 1935 fue la 24.ª edición del campeonato de fútbol islandés. El campeón fue el Valur Reykjavik, que ganó su tercer título.

## Tabla de posiciones
|   | Equipo              | PJ | PG | PE | PP | GF | GC | DG  | Pts |
| - | ------------------- | -- | -- | -- | -- | -- | -- | --- | --- |
| 1 | Valur Reykjavik (C) | 3  | 2  | 1  | 0  | 6  | 2  | +4  | 5   |
| 2 | KR Reykjavik        | 3  | 2  | 0  | 1  | 10 | 2  | +8  | 4   |
| 3 | Fram Reykjavik      | 3  | 1  | 1  | 1  | 6  | 3  | +3  | 3   |
| 4 | Víkingur            | 3  | 0  | 0  | 3  | 2  | 17 | -15 | 0   |

PJ = Partidos jugados; PG = Partidos ganados; PE = Partidos empatados; PP = Partidos perdidos; GF = Goles a favor; GC = Goles en contra; DG = Diferencia de gol; Pts = Puntos
| (C) Campeón |